# シーサイド・コミュニケーションズ
株式会社シーサイド・コミュニケーションズ（Sea Side Communications,INC）は、日本のラジオ番組制作会社。東京都港区に本社を置く。

## 概要
ラジオ関西で数多くのアニラジを手がけた植木雄一郎が、ラジオ関西退社後2010年8月に設立した会社である。事業内容は以下の通りである。
- ラジオ番組・インターネット動画番組・テレビ番組の制作・プロデュース
- 各種CD・DVD・Blu-ray・グッズの企画制作・販売
- イベントの主催・企画[2]
- 広告代理業務
- インターネット関連事業

## ラジオ番組・インターネット動画番組
ニコニコチャンネル（2025年3月までは超!A&G+も）を中心にラジオ番組を制作、プロデュースしている。

### 配信中の番組
- ア - 本放送の他にニコニコチャンネル、YouTubeなどでアーカイブ配信あり。
- 動 - 動画付き。

| 番組名                                                                               | 放送・配信開始日 ※印は未明（前日深夜） | 放送局・配信サイト                                                     | 備考  | 公式 サイト |
| ------------------------------------------------------------------------------------ | -------------------------------------- | ---------------------------------------------------------------------- | ----- | ----------- |
| 洲崎西                                                                               | 2013年07月03日※                        | 超!A&G+（2025年3月まで） →ニコニコチャンネル、YouTube（2025年4月以降） | ア    |             |
| なんでもヒーロー!ゆっけとまーぼー                                                    | 2016年07月08日                         | ニコニコ生放送                                                         | ア    |             |
| ニジ★ステーション!!                                                                  | 2016年11月23日                         | ニコニコ生放送 YouTube Live FRESH!                                     | ア 動 |             |
| TOKYO FINE BOYS                                                                      | 2018年10月10日                         | ニコニコ生放送                                                         | ア    |             |
| 利根健太朗・緒方佑奈の検証TV!                                                        | 2019年06月27日                         | ニコニコ生放送                                                         | 動    |             |
| 松田颯水の無我夢中                                                                   | 2020年01月28日                         | ニコニコ生放送                                                         | 動    |             |
| 村上まなつと立花日菜の真夏の日向ぼっこ                                               | 2020年01月29日                         | ニコニコ生放送                                                         | 動    |             |
| 早瀬雪未・松岡美里の“もしもゆきみさとがむちゃぶりを受けてもめげずに可愛く頑張った時” | 2021年04月23日                         | ニコニコ生放送                                                         | ア 動 |             |
| 長江里加の“じゅうななへんげ”                                                         | 2022年04月18日                         | YouTube                                                                | ア    |             |
| Lynnと櫻庭有紗の＃だべりば                                                           | 2023年01月19日                         | ニコニコ生放送                                                         | ア 動 |             |
| 石井孝英の”FFF NIGHT PARTY                                                           | 2024年10月10日                         | ニコニコチャンネルプラス                                               | ア 動 |             |
| 久住琳・菱川花菜のBeta Bumi!!                                                        | 2024年12月16日                         | ニコニコ生放送 YouTube                                                 | ア 動 |             |
| 新田ひより・武田羅梨沙多胡の記憶に残らない番組                                       | 2024年12月28日                         | YouTube                                                                | ア 動 |             |
| 永野由祐の”ゆるかつ”                                                                 | 2025年01月23日                         | ニコニコチャンネルプラス                                               | ア 動 |             |
| 菊池勇成のジャック・ローズを目指して                                                 | 2025年02月05日                         | ニコニコチャンネルプラス                                               | ア 動 |             |

### 放送・配信終了した番組
| 番組名                                                                         | 放送・配信時期 ※印は未明（前日深夜） | 放送・配信時期 ※印は未明（前日深夜） | 放送・配信局                          | 公式 サイト |
| 番組名                                                                         | 放送・配信開始                       | 放送・配信終了                       | 放送・配信局                          | 公式 サイト |
| ------------------------------------------------------------------------------ | ------------------------------------ | ------------------------------------ | ------------------------------------- | ----------- |
| ごぶごぶちゃん☆                                                                | 2010年10月05日※                      | 2015年09月29日※                      | 超!A&G+                               |             |
| 広橋涼×長嶋はるか×悠りょう                                                     | 2010年10月06日※                      | 2012年09月26日※                      | 超!A&G+                               |             |
| 転ばぬ咲のtwo way                                                              | 2010年10月09日                       | 2011年04月09日                       | 超!A&G+                               |             |
| 井上麻里奈・下田麻美のIT革命!                                                  | 2011年04月06日                       | 2021年03月29日                       | 超!A&G+ → ニコニコチャンネル、YouTube |             |
| 中原麻衣と浅倉杏美のらぶえんじぇる                                             | 2011年10月09日※                      | 2014年04月06日※                      | 超!A&G+                               |             |
| ラジカメSTATION+                                                               | 2012年04月04日※                      | 2012年12月26日※                      | 超!A&G+                               |             |
| 株式会社アキバーブリッツ営業部 〜香里・愛美の「とある秋葉原OLの実情」〜        | 2012年06月04日                       | 2012年12月24日                       | ラジカメSTATION!                      |             |
| 真礼・由佳の「秋葉原漫画部」                                                   | 2012年06月05日                       | 2012年12月25日                       | ラジカメSTATION!                      |             |
| 舞・杏美の「ラジカメ報道STATION!」                                             | 2012年06月06日                       | 2012年12月26日                       | ラジカメSTATION!                      |             |
| あやのん・かおりんの「秋葉原発信!!ゲームオンデマンド」                         | 2012年06月07日                       | 2012年12月27日                       | ラジカメSTATION!                      |             |
| 佳奈・繪里子の「秋葉原活性化委員会」                                           | 2012年06月08日                       | 2012年12月28日                       | ラジカメSTATION!                      |             |
| 鈴木美咲と田口麻紀子の港学園女子軽音楽部                                       | 2012年10月03日※                      | 2013年06月26日※                      | 超!A&G+                               |             |
| 中村繪里子の「ら♥ら★ら♪なかむランド〜Love♥Laugh★Life♪〜」                      | 2013年01月02日※                      | 2016年03月30日※                      | 超!A&G+                               |             |
| 株式会社アキバーブリッツ営業部 〜香里・愛美の「とある秋葉原OLの実情」Ver.2.0〜 | 2013年04月08日                       | 2013年08月12日                       | ラジカメSTATION!                      |             |
| ウエキミクス                                                                   | 2013年07月07日                       | 2014年02月02日                       | エフエムさがみ                        |             |
| 新田恵海と田村奈央の秋葉原情報満載!アキバペディア情報局                        | 2013年10月09日                       | 2014年03月26日                       | ラジカメSTATION!                      |             |
| トークサロン・かおりの部屋                                                     | 2013年10月11日                       | 2013年12月27日                       | ラジカメSTATION!                      |             |
| 高橋花林と大和田仁美のとりあえずノリでやっていこう!                            | 2013年10月12日                       | 2014年06月28日                       | 超!A&G+                               |             |
| 木戸衣吹・エリイちゃんのゆめいろ学院 Doki☆Doki参観日                           | 2014年01月11日※                      | 2016年04月02日                       | 超!A&G+                               |             |
| ラジオ・ガラパゴス                                                             | 2014年02月09日                       | 2014年03月30日                       | エフエムさがみ                        |             |
| 内田さんと浅倉さん                                                             | 2014年04月07日                       | 2017年12月29日                       | 超!A&G+                               |             |
| あどりぶ                                                                       | 2014年04月13日※                      | 2020年03月21日※                      | 超!A&G+                               |             |
| ステキ情報バラエティ 発信!もいとろ君                                           | 2014年07月05日                       | 2016年01月02日                       | 超!A&G+                               |             |
| はるか・ちなみの「りめいく!」                                                  | 2014年10月07日※                      | 2016年09月27日※                      | 超!A&G+                               |             |
| EMERGENCY the RADIO                                                            | 2014年10月10日                       | 2017年04月03日※                      | 超!A&G+                               |             |
| BELOVED MEMORIES                                                               | 2015年04月13日※                      | 2020年03月27日※                      | 超!A&G+ ラジオ関西                    |             |
| かおりとあさみのグリラジ!!                                                     | 2015年10月06日                       | 2016年04月02日                       | 超!A&G+                               |             |
| 春佳・彩花のSSちゃんねる                                                       | 2015年10月06日※                      | 2023年03月21日                       | 超!A&G+                               |             |
| 西明日香のデリケートゾーン!                                                    | 2015年10月06日※                      | 2019年09月24日                       | 超!A&G+                               |             |
| RADIOアニメロミックス 内山夕実と吉田有里のゆゆらじ                             | 2015年11月27日                       | 2019年03月29日                       | ニコニコチャンネル                    |             |
| 田村睦心×瀬戸麻沙美の獅子奮迅!体育会系ラジオ!                                  | 2016年01月20日                       | 2017年12月20日                       | ニコニコチャンネル                    |             |
| every♥ing!のゆめいろラジオ                                                     | 2016年04月09日                       | 2017年04月01日                       | 超!A&G+                               |             |
| 巽悠衣子の「下も向いて歩こう＼(^o^)／」                                        | 2016年07月01日                       | 2019年11月29日                       | ニコニコ生放送                        |             |
| 安済知佳と朝井彩加のふたりはシンパシー!                                        | 2016年07月07日                       | 2017年12月21日                       | ニコニコ生放送                        |             |
| 西田望見・奥野香耶のず〜ぱらだいす                                             | 2016年07月06日                       | 2021年12月27日                       | 超!A&G+                               |             |
| おるらじ〜キャプテン、聞いてください!〜                                        | 2017年01月09日                       | 2021年04月12日                       | HiBiKi Radio Station                  |             |
| フレッシュたかまつ                                                             | 2017年04月08日                       | 2024年12月23日                       | 超!A&G+                               |             |
| ゆずかアプセット ニコ生広報室                                                  | 2017年04月26日                       | 2018年03月26日                       | ニコニコ生放送                        |             |
| 桑原由気と本渡楓のパリパリパーリィ☆                                            | 2017年07月07日                       | 2025年03月28日                       | ラジオ関西                            |             |
| 大空直美・小澤亜李のsweet café time                                            | 2018年01月05日                       | 2021年03月23日                       | 超!A&G+                               |             |
| 永野愛理のあれか、これか                                                       | 2019年09月05日※                      | 2022年10月06日                       | ニコニコ生放送                        |             |
| 河瀬茉希と赤尾ひかるの今夜もイチヤヅケ!                                        | 2019年10月01日※                      | 2023年09月25日                       | 超!A&G+                               |             |
| 日岡なつみの“まるしーなっちゃん”                                               | 2020年08月05日※                      | 2023年03月23日                       | ニコニコ生放送                        |             |
| 深川芹亜・原田彩楓の”@ぽむらじ”                                                | 2022年12月09日                       | 2023年09月22日                       | ニコニコチャンネル                    |             |
| 高柳知葉と香里有佐のわちゃちゃらじお                                           | 2023年03月02日※                      | 2024年08月29日                       | 超!A&G+                               |             |
| 新田ひより・根本京里の“ひよりみ”                                               | 2023年10月30日                       | 2025年01月27日                       | ニコニコチャンネル                    |             |

## テレビ番組
| 番組名               | 放送時期                  | 公式サイト |
| -------------------- | ------------------------- | ---------- |
| 洲崎西 THE ANIMATION | 2015年07月08日 - 09月23日 |            |

## 音楽
レーベル「Sea Side Communications」で音楽シングル、アルバム、各ラジオ番組によるアルバムなどをリリースしている。

### ソロアーティスト
- 中村繪里子
  - 中村繪里子 ら♥ら★ら♪なかむランド〜Love♥Laugh★Life♪〜
- 西明日香
  - Honey Face
  - どきどきしちゃうどっきどき

### 音楽制作
- 洲崎西 THE ANIMATION[6]
  - Smile☆Revolution

### イベントアルバム
6COLORS〜SEASIDE LIVE FES 2013
2013年12月7日発売。オーディオCDとDVDの2枚組。オーディオCDにはイベント『SEASIDE LIVE FES 2013』に向け制作された楽曲が収録されており、ラジオ3番組の各パーソナリティが参加している。DVDには舞台裏を収録したメイキングを収録している。
| #  | タイトル                 | 歌唱担当番組 （出演者）                                   |
| -- | ------------------------ | --------------------------------------------------------- |
| 01 | タイムマシン             | 洲崎西 （洲崎綾、西明日香）                               |
| 02 | 夢色キャンディー         | 洲崎西 （洲崎綾、西明日香）                               |
| 03 | 次のヒロインは・・・私!! | 洲崎西 （洲崎綾、西明日香）                               |
| 04 | 夢見るファンタジー       | 洲崎西 （洲崎綾、西明日香）                               |
| 05 | Xizuna Dance             | ごぶごぶちゃん☆ （中村繪里子、田村睦心）                  |
| 06 | Rainy Date               | ごぶごぶちゃん☆ （中村繪里子、田村睦心）                  |
| 07 | Twinkle☆Party            | ごぶごぶちゃん☆ （中村繪里子、田村睦心）                  |
| 08 | 輝くこの世界             | ごぶごぶちゃん☆ （中村繪里子、田村睦心）                  |
| 09 | Innocent Lover           | 中原麻衣と浅倉杏美のらぶえんじぇる （中原麻衣、浅倉杏美） |
| 10 | Together                 | 中原麻衣と浅倉杏美のらぶえんじぇる （中原麻衣、浅倉杏美） |
| 11 | 明日の花                 | 中原麻衣と浅倉杏美のらぶえんじぇる （中原麻衣、浅倉杏美） |
| 12 | Dreamer                  | 中原麻衣と浅倉杏美のらぶえんじぇる （中原麻衣、浅倉杏美） |

8DREAMS〜SEASIDE LIVE FES 2014〜
2014年12月3日発売。オーディオCDとDVDの2枚組。オーディオCDにはイベント『SEASIDE LIVE FES 2014』に向け制作された楽曲が収録されており、ラジオ4番組の各パーソナリティが参加している。DVDには舞台裏を収録したメイキングを収録している。また、参加4番組から単独アルバム『（ラジオ番組名）MUSIC CLIP〜SEASIDE LIVE FES 2014〜』（オーディオCD〈各番組の担当4曲と「New Horizon」〉+ MP3CD〈各番組の過去放送〉）が同日にそれぞれ発売された。
| #  | タイトル                                          | 歌唱担当番組 （出演者）                  |
| -- | ------------------------------------------------- | ---------------------------------------- |
| 01 | Happy New World                                   | 洲崎西 （洲崎綾、西明日香）              |
| 02 | 10年後に愛を届けよう                              | 洲崎西 （洲崎綾、西明日香）              |
| 03 | G.F.Y.D                                           | 洲崎西 （洲崎綾、西明日香）              |
| 04 | 弱虫コンプレックス                                | 洲崎西 （洲崎綾、西明日香）              |
| 05 | Starting Up!                                      | あどりぶ （巽悠衣子、大橋彩香）          |
| 06 | 超無敵ハイスピード☆                               | あどりぶ （巽悠衣子、大橋彩香）          |
| 07 | Rambling Heart                                    | あどりぶ （巽悠衣子、大橋彩香）          |
| 08 | Bright My Wonderland                              | あどりぶ （巽悠衣子、大橋彩香）          |
| 09 | Magical Heart                                     | 内田さんと浅倉さん （内田彩、浅倉杏美）  |
| 10 | Brave the World                                   | 内田さんと浅倉さん （内田彩、浅倉杏美）  |
| 11 | 君とみた空                                        | 内田さんと浅倉さん （内田彩、浅倉杏美）  |
| 12 | TSUBASA                                           | 内田さんと浅倉さん （内田彩、浅倉杏美）  |
| 13 | Clap*Clap                                         | ごぶごぶちゃん☆ （中村繪里子、田村睦心） |
| 14 | New Generation                                    | ごぶごぶちゃん☆ （中村繪里子、田村睦心） |
| 15 | GIRL IS ROCK                                      | ごぶごぶちゃん☆ （中村繪里子、田村睦心） |
| 16 | ORION                                             | ごぶごぶちゃん☆ （中村繪里子、田村睦心） |
| 17 | New Horizon （SEASIDE LIVE FES 2014テーマソング） | 出演者全員                               |

10FLAVORS〜SEASIDE LIVE FES 2015〜
2015年12月4日発売。オーディオCD2枚とDVDの3枚組。オーディオCDにはイベント『SEASIDE LIVE FES 2015』に向け制作された楽曲が収録されており、ラジオ5番組の各パーソナリティが参加している。DVDには舞台裏を収録したメイキングを収録している。また、参加5番組から単独アルバム『（ラジオ番組名）MUSIC FLAVORS〜SEASIDE LIVE FES 2015〜』（オーディオCD〈各番組の担当4曲と「Thank You For Being You」〉+ MP3CD〈各番組の過去放送〉）が同日にそれぞれ発売された。
| #      | タイトル                                                      | 歌唱担当番組 （出演者）                                                               |
| Disk 1 | Disk 1                                                        | Disk 1                                                                                |
| ------ | ------------------------------------------------------------- | ------------------------------------------------------------------------------------- |
| 01     | Polar Star                                                    | 洲崎西 （洲崎綾、西明日香）                                                           |
| 02     | 誰のためでもなく                                              | 洲崎西 （洲崎綾、西明日香）                                                           |
| 03     | Double Rainbow                                                | 洲崎西 （洲崎綾、西明日香）                                                           |
| 04     | Dream Power                                                   | 洲崎西 （洲崎綾、西明日香）                                                           |
| 05     | STAR LIGHT☆PARTY                                              | あどりぶ （巽悠衣子、大橋彩香）                                                       |
| 06     | 友・愛Dilemma                                                 | あどりぶ （巽悠衣子、大橋彩香）                                                       |
| 07     | 檸檬のデッサン                                                | あどりぶ （巽悠衣子、大橋彩香）                                                       |
| 08     | survivor!                                                     | あどりぶ （巽悠衣子、大橋彩香）                                                       |
| 09     | トキメキShooting                                              | ありがた系迷惑プレゼンショー はるか・ちなみの「りめいく!」 （佳村はるか、橋本ちなみ） |
| 10     | Girl Meets Girl                                               | ありがた系迷惑プレゼンショー はるか・ちなみの「りめいく!」 （佳村はるか、橋本ちなみ） |
| 11     | ヒカリ                                                        | ありがた系迷惑プレゼンショー はるか・ちなみの「りめいく!」 （佳村はるか、橋本ちなみ） |
| 12     | 恋の魔法の謎解き                                              | ありがた系迷惑プレゼンショー はるか・ちなみの「りめいく!」 （佳村はるか、橋本ちなみ） |
| Disk 2 |                                                               |                                                                                       |
| 01     | 星屑のヒロイン                                                | BELOVED MEMORIES （田丸篤志、内田雄馬）                                               |
| 02     | 君を愛せる時                                                  | BELOVED MEMORIES （田丸篤志、内田雄馬）                                               |
| 03     | ぶきっちょ☆レボリューション                                   | BELOVED MEMORIES （田丸篤志、内田雄馬）                                               |
| 04     | XIZUNA                                                        | BELOVED MEMORIES （田丸篤志、内田雄馬）                                               |
| 05     | present                                                       | 内田さんと浅倉さん （内田彩、浅倉杏美）                                               |
| 06     | Silver Ring                                                   | 内田さんと浅倉さん （内田彩、浅倉杏美）                                               |
| 07     | Crystal Illusion                                              | 内田さんと浅倉さん （内田彩、浅倉杏美）                                               |
| 08     | Unforgettable Day                                             | 内田さんと浅倉さん （内田彩、浅倉杏美）                                               |
| 09     | Thank You For Being You （SEASIDE LIVE FES 2015テーマソング） | 出演者全員                                                                            |

MUSIC HOURS〜SEASIDE LIVE FES 2016〜
2016年11月5日発売。オーディオCD2枚とDVDの3枚組。オーディオCDにはイベント『SEASIDE LIVE FES 2016』に向け制作された楽曲が収録されており、ラジオ5番組の各パーソナリティが参加している。、DVDには舞台裏を収録したメイキングを収録している。また、参加5番組から単独アルバム『（ラジオ番組名）MUSIC HOURS〜SEASIDE LIVE FES 2016〜』（オーディオCD〈各番組の担当4曲と「Blessing the Sky」〉+ MP3CD〈各番組の過去放送〉）が同日にそれぞれ発売された。
| #      | タイトル                                               | 歌唱担当番組 （出演者）                         |
| Disk 1 | Disk 1                                                 | Disk 1                                          |
| ------ | ------------------------------------------------------ | ----------------------------------------------- |
| 01     | Go and Go!                                             | 春佳・彩花のSSちゃんねる （照井春佳、諏訪彩花） |
| 02     | よ〜いドン!!!                                          | 春佳・彩花のSSちゃんねる （照井春佳、諏訪彩花） |
| 03     | Real Dream                                             | 春佳・彩花のSSちゃんねる （照井春佳、諏訪彩花） |
| 04     | 片想いプロローグ                                       | 春佳・彩花のSSちゃんねる （照井春佳、諏訪彩花） |
| 05     | 壮絶☆ハイテンション                                    | 洲崎西 （洲崎綾、西明日香）                     |
| 06     | Pan Paca Pan                                           | 洲崎西 （洲崎綾、西明日香）                     |
| 07     | 甘くて苦いチョコレート                                 | 洲崎西 （洲崎綾、西明日香）                     |
| 08     | Hare↑Bare↓=グッドチョイス                              | 洲崎西 （洲崎綾、西明日香）                     |
| 09     | 夢はいつでも                                           | BELOVED MEMORIES （田丸篤志、内田雄馬）         |
| 10     | 4eyes×For愛s                                           | BELOVED MEMORIES （田丸篤志、内田雄馬）         |
| 11     | SNOW☆KISS                                              | BELOVED MEMORIES （田丸篤志、内田雄馬）         |
| 12     | Heavenly Tears                                         | BELOVED MEMORIES （田丸篤志、内田雄馬）         |
| Disk 2 |                                                        |                                                 |
| 01     | 共にこの空を                                           | あどりぶ （巽悠衣子、大橋彩香）                 |
| 02     | 会いにいくよ                                           | あどりぶ （巽悠衣子、大橋彩香）                 |
| 03     | 光をかざして                                           | あどりぶ （巽悠衣子、大橋彩香）                 |
| 04     | シグナル                                               | あどりぶ （巽悠衣子、大橋彩香）                 |
| 05     | Love in’                                               | 内田さんと浅倉さん （内田彩、浅倉杏美）         |
| 06     | Take Me Again                                          | 内田さんと浅倉さん （内田彩、浅倉杏美）         |
| 07     | Never ever                                             | 内田さんと浅倉さん （内田彩、浅倉杏美）         |
| 08     | Party Night☆Dynamite!                                  | 内田さんと浅倉さん （内田彩、浅倉杏美）         |
| 09     | Blessing the Sky （SEASIDE LIVE FES 2016テーマソング） | 出演者全員                                      |

SEASIDE LIVE FES 2017〜RAINBOW〜
2017年11月8日発売。オーディオCD2枚とDVDの3枚組。オーディオCDにはイベント『SEASIDE LIVE FES 2017』に向け制作された楽曲が収録されており、ラジオ5番組の各パーソナリティが参加している。、DVDには舞台裏を収録したメイキングを収録している。また、参加5番組から単独アルバム『（ラジオ番組名）SEASIDE LIVE FES 2017〜RAINBOW〜』（オーディオCD〈各番組の担当4曲と「Sweet December」〉+ MP3CD〈各番組の過去放送〉）が同日にそれぞれ発売された。
| #      | タイトル                                             | 歌唱担当番組 （出演者）                         |
| Disk 1 | Disk 1                                               | Disk 1                                          |
| ------ | ---------------------------------------------------- | ----------------------------------------------- |
| 01     | Gift                                                 | 洲崎西 （洲崎綾、西明日香）                     |
| 02     | 幸せの居場所                                         | 洲崎西 （洲崎綾、西明日香）                     |
| 03     | Give me music                                        | 洲崎西 （洲崎綾、西明日香）                     |
| 04     | 晴れ＾＾トキドキ；；涙                               | 洲崎西 （洲崎綾、西明日香）                     |
| 05     | 未来の旋律                                           | あどりぶ （巽悠衣子、大橋彩香）                 |
| 06     | 世界の果て                                           | あどりぶ （巽悠衣子、大橋彩香）                 |
| 07     | just go my way                                       | あどりぶ （巽悠衣子、大橋彩香）                 |
| 08     | 刻印の花びら                                         | あどりぶ （巽悠衣子、大橋彩香）                 |
| 09     | 絶対だよ                                             | 春佳・彩花のSSちゃんねる （照井春佳、諏訪彩花） |
| 10     | つよがりギターと泣き虫ピアノ                         | 春佳・彩花のSSちゃんねる （照井春佳、諏訪彩花） |
| 11     | カタ想いのShowtime!                                  | 春佳・彩花のSSちゃんねる （照井春佳、諏訪彩花） |
| 12     | あなたと                                             | 春佳・彩花のSSちゃんねる （照井春佳、諏訪彩花） |
| Disk 2 |                                                      |                                                 |
| 01     | Love You                                             | BELOVED MEMORIES （田丸篤志、内田雄馬）         |
| 02     | NEGAI                                                | BELOVED MEMORIES （田丸篤志、内田雄馬）         |
| 03     | What's up?                                           | BELOVED MEMORIES （田丸篤志、内田雄馬）         |
| 04     | 僕らは待っていた                                     | BELOVED MEMORIES （田丸篤志、内田雄馬）         |
| 05     | Starting over                                        | フレッシュたかまつ （高田憂希、松田颯水）       |
| 06     | 虹色クレヨン                                         | フレッシュたかまつ （高田憂希、松田颯水）       |
| 07     | 会いたいよ                                           | フレッシュたかまつ （高田憂希、松田颯水）       |
| 08     | お祭りだ踊れ！                                       | フレッシュたかまつ （高田憂希、松田颯水）       |
| 09     | Sweet December （SEASIDE LIVE FES 2017テーマソング） | 出演者全員                                      |

## ドラマCD
2011年
- シチュエーションドラマCD 先生編

2014年
- 当て屋の椿

2015年
- 世界の終わりの世界録
- 中古でも恋がしたい!

2016年
- 姫さま狸の恋算用
- 銀のニーナ
- 中古でも恋がしたい! 2
- 中古でも恋がしたい! 3
- ざるそば（かわいい）

2018年
- 可愛ければ変態でも好きになってくれますか?

## DJCD
各ラジオ番組にて発売。オーディオCD（新規録りおろし）、MP3CD（過去放送収録）の2枚組で発売されることが多い。DVD（特別映像）が付属する場合もある。

## DVD・Blu-ray
この節では、シーサイド・コミュニケーションズの主催による制作ラジオ番組合同のイベントを収めた映像作品について表記する。ラジオ番組単独のイベントを収めた映像作品については、それぞれのラジオ番組のページを参照。
- SEASIDE LIVE FES 2013 Blu-ray&DVD[18]
- SEASIDE LIVE FES 2014 Blu-ray&DVD[19]
- SEASIDE SUMMER FESTIVAL 2015 DVD[20]
- SEASIDE LIVE FES 2015 Blu-ray&DVD[21]
- SEASIDE WINTER FESTIVAL 2016 DVD[22]
- SEASIDE LIVE FES 2016 Blu-ray&DVD[23]
- SEASIDE SUMMER FESTIVAL 2016 DVD[24]
- SEASIDE LIVE FES 2016 前日祭 DVD[25]
- SEASIDE WINTER FESTIVAL 2017 DVD[26]
- SEASIDE LIVE FES 2017 前日祭 DVD[27]
- SEASIDE LIVE FES 2017 Blu-ray&DVD[28]
- SEASIDE SUMMER FESTIVAL 2017 in OSAKA DVD[28]
- SEASIDE WINTER FESTIVAL 2018 DVD[29]

## イベント
この節では、シーサイド・コミュニケーションズの主催による制作ラジオ番組合同のライブイベント・トークイベント、またはシーサイド・コミュニケーションズの主催による年末年始イベント、植木雄一郎によるトークショーについて述べる。ラジオ番組単独のイベントについては、それぞれのラジオ番組のページを参照。

### 番組合同イベント
※2番組以内で行われた合同イベントについては、それぞれのラジオ番組のページを参照。

#### SEASIDE LIVE FES
SEASIDE LIVE FES 2013
- 開催日 - 2013年12月22日
- 会場 - 新宿BLAZE

出演番組（出演者）
- ごぶごぶちゃん☆（中村繪里子、田村睦心）
- 中原麻衣と浅倉杏美のらぶえんじぇる（中原麻衣、浅倉杏美）
- 洲崎西（洲崎綾、西明日香）

SEASIDE LIVE FES 2014
- 開催日 - 2014年12月21日
- 会場 - 神奈川芸術劇場

出演番組（出演者）
- ごぶごぶちゃん☆（中村繪里子、田村睦心）
- 洲崎西（洲崎綾、西明日香）
- 内田さんと浅倉さん（内田彩、浅倉杏美）
- あどりぶ（巽悠衣子、大橋彩香）

SEASIDE LIVE FES 2015
- 開催日 - 2015年12月27日
- 会場 - パシフィコ横浜国立大ホール

出演番組（出演者）
- 洲崎西（洲崎綾、西明日香）
- 内田さんと浅倉さん（内田彩、浅倉杏美）
- あどりぶ（巽悠衣子、大橋彩香）
- ありがた系迷惑プレゼンショー はるか・ちなみの「りめいく!」（佳村はるか、橋本ちなみ）
- BELOVED MEMORIES（田丸篤志、内田雄馬）

SEASIDE LIVE FES 2016〜MUSIC HOURS〜
- 開催日 - 2016年12月11日
- 会場 - 舞浜アンフィシアター

出演番組（出演者）
- 洲崎西（洲崎綾、西明日香）
- 内田さんと浅倉さん（内田彩、浅倉杏美）
- あどりぶ（巽悠衣子、大橋彩香）
- BELOVED MEMORIES（田丸篤志、内田雄馬）
- 春佳・彩花のSSちゃんねる（照井春佳、諏訪彩花）

『SEASIDE LIVE FES 2016 前日祭』を同年12月10日、同会場にて開催。出演番組（出演者）は、「内田さんと浅倉さん」（内田彩、浅倉杏美）以外の上記のメンバーに加え、「西田望見・奥野香耶のず〜ぱらだいす」（西田望見、奥野香耶）、「安済知佳と朝井彩加のふたりはシンパシー」（安済知佳、朝井彩加）、「なんでもヒーロー！ゆっけとまーぼー」（小林裕介、古川慎）が出演。
SEASIDE LIVE FES 2016 上映会&トークショー
- 開催日 - 2017年10月15日
- 会場 - 科学技術館サイエンスホール

出演番組（出演者）
- 洲崎西（洲崎綾、西明日香）
- あどりぶ（巽悠衣子）
- BELOVED MEMORIES（田丸篤志）
- 春佳・彩花のSSちゃんねる（照井春佳、諏訪彩花）
- フレッシュたかまつ（松田颯水）

SEASIDE LIVE FES 2017〜RAINBOW〜
- 開催日 - 2017年12月10日
- 会場 - 舞浜アンフィシアター

出演番組（出演者）
- 洲崎西（洲崎綾、西明日香）
- あどりぶ（巽悠衣子、大橋彩香）
- BELOVED MEMORIES（田丸篤志、内田雄馬）
- 春佳・彩花のSSちゃんねる（照井春佳、諏訪彩花）
- フレッシュたかまつ（高田憂希、松田颯水）

『SEASIDE LIVE FES 2017 前日祭』を同年12月9日、同会場にて開催。出演番組（出演者）は、「フレッシュたかまつ」（高田憂希、松田颯水）以外の上記のメンバーに加え、「桑原由気と本渡楓のパリパリパーリィ☆」（桑原由気、本渡楓）が出演。
SEASIDE LIVE FES 2017 上映会&スペシャルトークショー
- 開催日 - 2018年9月16日
- 会場 - 科学技術館サイエンスホール

出演番組（出演者）
- あどりぶ（巽悠衣子）
- BELOVED MEMORIES（田丸篤志）
- 春佳・彩花のSSちゃんねる（照井春佳、諏訪彩花）
- フレッシュたかまつ（高田憂希、松田颯水）

#### SEASIDE SUMMER FESTIVAL
SEASIDE SUMMER FESTIVAL 2015
- 開催日 - 2015年8月15日
- 会場 - 中野サンプラザ

出演番組（出演者）
- 洲崎西（洲崎綾、西明日香）
- ごぶごぶちゃん☆（中村繪里子）
- 中村繪里子のら・ら・ら なかむランド〜Love・Laugh・Life〜（中村繪里子）
- 内田さんと浅倉さん（浅倉杏美）
- あどりぶ（巽悠衣子）
- 井上麻里奈・下田麻美のIT革命!（下田麻美）
- ありがた系迷惑プレゼンショー はるか・ちなみの「りめいく!」（佳村はるか、橋本ちなみ）
- ステキ情報バラエティ 発信!もいとろ君（相沢舞、清都ありさ）

SEASIDE SUMMER FESTIVAL 2016〜シーサイド大運動会〜
- 開催日 - 2016年9月4日
- 会場 - 中野サンプラザ

出演番組（出演者）
- 井上麻里奈・下田麻美のIT革命!（井上麻里奈、下田麻美）
- 洲崎西（洲崎綾、西明日香）
- 春佳・彩花のSSちゃんねる（照井春佳、諏訪彩花）
- RADIOアニメロミックス 内山夕実と吉田有里のゆゆらじ（内山夕実、吉田有里）
- 田村睦心×瀬戸麻沙美の獅子奮迅!体育会系ラジオ!（田村睦心、瀬戸麻沙美）

SEASIDE SUMMER FESTIVAL 2017 in OSAKA
- 開催日 - 2017年9月10日
- 会場 - なんばHatch

出演番組（出演者）
- 井上麻里奈・下田麻美のIT革命!（井上麻里奈、下田麻美）
- 洲崎西（洲崎綾、西明日香）
- 内田さんと浅倉さん（内田彩、浅倉杏美）
- あどりぶ（巽悠衣子、大橋彩香）
- BELOVED MEMORIES（田丸篤志、内田雄馬）
- 春佳・彩花のSSちゃんねる（照井春佳、諏訪彩花）
- 田村睦心×瀬戸麻沙美の獅子奮迅!体育会系ラジオ!（田村睦心、瀬戸麻沙美）
- フレッシュたかまつ（高田憂希、松田颯水）

SEASIDE SUMMER FESTIVAL 2018〜シーサイド大運動会〜
- 開催日 - 2018年8月12日
- 会場 - 中野サンプラザ

出演番組（出演者）
- 井上麻里奈・下田麻美のIT革命!（井上麻里奈、下田麻美）
- 洲崎西（洲崎綾、西明日香）
- 春佳・彩花のSSちゃんねる（照井春佳、諏訪彩花）
- フレッシュたかまつフレッシュたかまつ（高田憂希、松田颯水）
- 桑原由気と本渡楓のパリパリパーリィ☆（桑原由気、本渡楓）
- 大空直美・小澤亜李のsweet café time（大空直美、小澤亜李）

#### SEASIDE WINTER FESTIVAL
SEASIDE WINTER FESTIVAL 2016
- 開催日 - 2016年2月14日
- 会場 - 中野サンプラザ

出演番組（出演者）
- 井上麻里奈・下田麻美のIT革命!（井上麻里奈、下田麻美）
- 洲崎西（洲崎綾、西明日香）
- あどりぶ（巽悠衣子、大橋彩香）
- ありがた系迷惑プレゼンショー はるか・ちなみの「りめいく!」（佳村はるか、橋本ちなみ）
- BELOVED MEMORIES（田丸篤志、内田雄馬）
- 春佳・彩花のSSちゃんねる（照井春佳、諏訪彩花）

SEASIDE WINTER FESTIVAL 2017
- 開催日 - 2017年2月12日
- 会場 - 中野サンプラザ

出演番組（出演者）
- 井上麻里奈・下田麻美のIT革命!（井上麻里奈、下田麻美）
- 洲崎西（洲崎綾、西明日香）
- あどりぶ（巽悠衣子、大橋彩香）
- 春佳・彩花のSSちゃんねる（照井春佳、諏訪彩花）
- 田村睦心・瀬戸麻沙美の獅子奮迅！体育会系ラジオ！（田村睦心、瀬戸麻沙美）
- 司会担当：田丸篤志

SEASIDE WINTER FESTIVAL 2018
- 開催日 - 2018年2月25日
- 会場 - 中野サンプラザ

出演番組（出演者）
- 井上麻里奈・下田麻美のIT革命!（井上麻里奈、下田麻美）
- 洲崎西（洲崎綾、西明日香）
- あどりぶ（巽悠衣子、大橋彩香）
- BELOVED MEMORIES（田丸篤志、内田雄馬）
- 春佳・彩花のSSちゃんねる（照井春佳、諏訪彩花）
- ゆずかアプセット（冨岡美沙子、小澤亜李）

SEASIDE WINTER FESTIVAL 2019
- 開催日 - 2019年2月3日
- 会場 - 中野サンプラザ

出演番組（出演者）
- 洲崎西（洲崎綾、西明日香）
- あどりぶ（巽悠衣子、大橋彩香）
- 春佳・彩花のSSちゃんねる（照井春佳、諏訪彩花）
- フレッシュたかまつフレッシュたかまつ（高田憂希、松田颯水）
- 桑原由気と本渡楓のパリパリパーリィ☆（桑原由気、本渡楓）
- 大空直美・小澤亜李のsweet café time（大空直美、小澤亜李）

### 年末年始イベント

#### 12月特別イベント
SEASIDE Xmas Party 2017
- 開催日 - 2017年12月24日
- 会場 - 科学技術館サイエンスホール
- 出演 - 巽悠衣子、小澤亜李、佳村はるか

SEASIDE SWEET PARTY 2018
- 開催日 - 2018年12月2日
- 会場 - 科学技術館サイエンスホール
- 出演 - 下野紘、佳村はるか、巽悠衣子、小澤亜李、赤尾ひかる

#### 年越しイベント
Happy Go Lucky
- 開催日 - 2010年12月31日 - 2011年1月1日
- 会場 - 渋谷O-nest
- 出演 - 長嶋はるか、転少女、びんびんgirls（藤田由美子、赤﨑千夏）、村川梨衣、他

中村繪里子だよ!25200秒耐久トークライブ
- 開催日 - 2011年12月31日 - 2012年1月1日
- 会場 - 渋谷O-nest
- 出演 - 中村繪里子、田村睦心、長嶋はるか、浅倉杏美、鈴木美咲

中村繪里子だよ!年越しトークライブ!えりコン〜congratulations2012→2013
- 開催日 - 2012年12月31日 - 2013年1月1日
- 会場 - 渋谷O-nest
- 出演 - 中村繪里子

SUPER ROCK GIG 2013〜TAMURA DE NIGHT FEVER〜
- 開催日 - 2013年12月31日 - 2014年1月1日
- 会場 - SHINJUKU BIRTH
- 出演 - 田村睦心、洲崎綾、西明日香、浅倉杏美

TAMURA MUTSUMI COUNTDOWN FESTIVAL 2014→2015

- 開催日 - 2014年12月31日 - 2015年1月1日
- 会場 - 萬劇場
- 出演 - 田村睦心、小澤亜李、瀬戸麻沙美

SEASIDE COUNTDOWN PARTY 2015〜2016
- 開催日 - 2015年12月31日 - 2016年1月1日
- 会場 - 萬劇場
- 出演 - 下田麻美、巽悠衣子、田村睦心

SEASIDE COUNTDOWN FESTIVAL 2016〜2017
- 開催日 - 2016年12月31日 - 2017年1月1日
- 会場 - 萬劇場
- 出演 - 巽悠衣子、諏訪彩花、小澤亜李

SEASIDE COUNTDOWN FESTIVAL 2018⇒2019
- 開催日 - 2018年12月31日 - 2019年1月1日
- 会場 - 萬劇場
- 出演 - 諏訪彩花、松田颯水、赤尾ひかる

#### 1月特別イベント
SEASIDE NEW YEAR PARTY 2017〜急にイベントをやることになったので、新春らしくやります〜
- 開催日 - 2017年1月14日、1月15日
- 会場 - ニッショーホール
- 出演 - （14日）西明日香、巽悠衣子、田丸篤志、内田雄馬、諏訪彩花
（15日）井上麻里奈、下田麻美、洲崎綾、巽悠衣子、吉田有里、佳村はるか

SEASIDE NEW YEAR PARTY 2019
- 開催日 - 2019年1月12日
- 会場 - 目黒区中小企業センターホール
- 出演 - （昼の部）洲崎綾、西明日香、照井春佳、諏訪彩花、桑原由気、本渡楓
（夜の部）高田憂希、松田颯水、大空直美、小澤亜李、井上雄貴、安田陸矢

### 植木雄一郎によるトークショー

#### シーサイドトークショー
シーサイドトークショー2014夏 〜オールナイトフィーバー〜
- 開催日 - 2014年8月16日
- 会場 - 新宿ロフトプラスワン
- 出演者 - 植木雄一郎、テムシステム

シーサイドトークショー2015
- 開催日 - 2015年9月13日
- 会場 - 新宿ロフトプラスワン
- 出演者 - 植木雄一郎、テムシステム

シーサイドトークショー2016
- 開催日 - 2016年6月26日
- 会場 - 新宿ロフトプラスワン
- 出演者 - 植木雄一郎

シーサイドトークショー2017
- 開催日 - 2017年8月26日
- 会場 - 新宿ロフトプラスワン
- 出演者 - 植木雄一郎

シーサイドトークショー2018
- 開催日 - 2018年11月3日
- 会場 - 新宿ロフトプラスワン
- 出演者 - 植木雄一郎

## グッズ
この節では、シーサイド・コミュニケーションズの主催による制作ラジオ番組合同イベントのグッズ、またはシーサイド・コミュニケーションズの主催による季節イベントのグッズについて述べる。各ラジオ番組単独のグッズについては、それぞれのラジオ番組のページを参照。
| 販売日   | グッズ名 | 備考                                                                                              |        |
| 2013年   | 2013年 | 2013年                                                                                            | 2013年 |
| -------- | --- | ------------------------------------------------------------------------------------------------- | ------ |
| 8月11日  | 合同イベント記念Tシャツ「Seaside Summer Feast2013」 （サイズ：S / M / L / XL）                                                                                                | 『ごぶごぶちゃん☆×らぶえんじぇる合同イベント〜Seaside Summer Festa2013』会場販売                  |        |
| 8月11日  | 合同イベント記念ハンドタオル （種類：ごぶごぶちゃん☆ver. / らぶえんじぇる☆ver.)                                                                                               | 『ごぶごぶちゃん☆×らぶえんじぇる合同イベント〜Seaside Summer Festa2013』会場販売                  |        |
| 8月11日  | 合同イベント記念リストバンド「Seaside Summer Feata2013リストバンド」 | 『ごぶごぶちゃん☆×らぶえんじぇる合同イベント〜Seaside Summer Festa2013』会場販売                  |        |
| 12月22日 | SEASIDE LIVE FES 2013 パンフレット | 『SEASIDE LIVE FES 2013』会場販売                                                                 |        |
| 12月22日 | SEASIDE LIVE FES 2013 パーカー （サイズ：S / M / L / XL） | 『SEASIDE LIVE FES 2013』会場販売                                                                 |        |
| 12月22日 | SEASIDE LIVE FES 2013 Tシャツ （サイズ：S / M / L / XL） | 『SEASIDE LIVE FES 2013』会場販売                                                                 |        |
| 12月22日 | SEASIDE LIVE FES 2013 マフラータオル | 『SEASIDE LIVE FES 2013』会場販売                                                                 |        |
| 12月22日 | SEASIDE LIVE FES 2013 リストバンド | 『SEASIDE LIVE FES 2013』会場販売                                                                 |        |
| 12月22日 | SEASIDE LIVE FES 2013 トートバッグ | 『SEASIDE LIVE FES 2013』会場販売                                                                 |        |
| 12月22日 | SEASIDE LIVE FES 2013 ペンライト（6本セット） | 『SEASIDE LIVE FES 2013』会場販売                                                                 |        |
| 12月31日 | SUPER ROCK GIG スペシャルセット （Tシャツ、マフラータオル、リストバンド） | 『SUPER ROCK GIG 2013〜TAMURA DE NIGHT FEVER〜』会場販売                                          |        |
| 2014年   | |                                                                                                   |        |
| 12月21日 | SEASIDE LIVE FES 2014 Tシャツ （サイズ：S / M / L / XL） （色：ホワイト / ブルー / グリーン / オレンジ / レッド / ピンク / ライトブルー / イエロー）                          | 『SEASIDE LIVE FES 2014』会場販売                                                                 |        |
| 12月21日 | SEASIDE LIVE FES 2014 パーカー （サイズ：S / M / L / XL） | 『SEASIDE LIVE FES 2014』会場販売                                                                 |        |
| 12月21日 | SEASIDE LIVE FES 2014 トートバッグ | 『SEASIDE LIVE FES 2014』会場販売                                                                 |        |
| 12月21日 | SEASIDE LIVE FES 2014 ニット帽 | 『SEASIDE LIVE FES 2014』会場販売                                                                 |        |
| 12月21日 | SEASIDE LIVE FES 2014 キンブレ | 『SEASIDE LIVE FES 2014』会場販売                                                                 |        |
| 12月21日 | SEASIDE LIVE FES 2014 パンフレット | 『SEASIDE LIVE FES 2014』会場販売                                                                 |        |
| 12月21日 | SEASIDE LIVE FES 2014 リストバンド （色：ホワイト / ブルー / グリーン / オレンジ / レッド / ピンク / ライトブルー / イエロー）                                                | 『SEASIDE LIVE FES 2014』会場販売                                                                 |        |
| 12月21日 | SEASIDE LIVE FES 2014 番組別マフラータオル （色：ホワイト&ブルー / グリーン&オレンジ / レッド&ピンク / ライトブルー&イエロー）                                                | 『SEASIDE LIVE FES 2014』会場販売                                                                 |        |
| 12月31日 | COUNTDOWN FESTIVAL スペシャルセット （ロングTシャツ、マフラータオル、リストバンド）                                                                                           | 『TAMURA MUTSUMI COUNTDOWN FESTIVAL 2014→2015』会場販売                                           |        |
| 2015年   | |                                                                                                   |        |
| 8月15日  | SEASIDE SUMMER FESTIVAL 2015 Tシャツ （サイズ：S / M / L / XL） | 『SEASIDE SUMMER FESTIVAL 2015』会場販売                                                          |        |
| 8月15日  | SEASIDE SUMMER FESTIVAL 2015 マフラータオル | 『SEASIDE SUMMER FESTIVAL 2015』会場販売                                                          |        |
| 12月27日 | SEASIDE LIVE FES 2015 Tシャツ （サイズ：WM / S / M / L / XL） | 『SEASIDE LIVE FES 2015』会場販売                                                                 |        |
| 12月27日 | SEASIDE LIVE FES 2015 パーカー （サイズ：XS / S / M / L / XL） | 『SEASIDE LIVE FES 2015』会場販売                                                                 |        |
| 12月27日 | SEASIDE LIVE FES 2015 トートバッグ | 『SEASIDE LIVE FES 2015』会場販売                                                                 |        |
| 12月27日 | SEASIDE LIVE FES 2015 番組シリコンバンド 2本セット （色：グリーン、オレンジ / レッド、ピンク / ライトブルー、イエロー / パープル、ブルー / ブラック、ホワイト）               | 『SEASIDE LIVE FES 2015』会場販売                                                                 |        |
| 12月27日 | SEASIDE LIVE FES 2015 マフラータオル | 『SEASIDE LIVE FES 2015』会場販売                                                                 |        |
| 12月27日 | SEASIDE LIVE FES 2015 キンブレ | 『SEASIDE LIVE FES 2015』会場販売                                                                 |        |
| 12月27日 | SEASIDE LIVE FES 2015 パンフレット | 『SEASIDE LIVE FES 2015』会場販売                                                                 |        |
| 12月31日 | SEASIDE COUNTDOWN PARTY 2015〜2016 Tシャツ （サイズ：S / M / L / XL） | 『SEASIDE COUNTDOWN PARTY 2015〜2016』会場販売                                                    |        |
| 12月31日 | SEASIDE COUNTDOWN PARTY 2015〜2016 トートバッグ | 『SEASIDE COUNTDOWN PARTY 2015〜2016』会場販売                                                    |        |
| 12月31日 | SEASIDE COUNTDOWN PARTY 2015〜2016 リストバンド | 『SEASIDE COUNTDOWN PARTY 2015〜2016』会場販売                                                    |        |
| 2016年   | |                                                                                                   |        |
| 2月14日  | SEASIDE WINTER FESTIVAL 2016 Tシャツ （サイズ：WM / S / M / L / XL） | 『SEASIDE WINTER FESTIVAL 2016』会場販売                                                          |        |
| 2月14日  | I LOVE SEASIDE トートバッグ | 『SEASIDE WINTER FESTIVAL 2016』会場販売                                                          |        |
| 9月4日   | SEASIDE SUMMER FESTIVAL 2016〜シーサイド大運動会〜 Tシャツ （サイズ：S / M / L / XL）                                                                                         | 『SEASIDE SUMMER FESTIVAL 2016〜シーサイド大運動会〜』会場販売                                    |        |
| 9月4日   | SEASIDE SUMMER FESTIVAL 2016〜シーサイド大運動会〜 マフラータオル | 『SEASIDE SUMMER FESTIVAL 2016〜シーサイド大運動会〜』会場販売                                    |        |
| 12月10日 | SEASIDE LIVE FES 2016 前日祭 Tシャツ （サイズ：S / M / L / XL） | 『SEASIDE LIVE FES 2016』会場販売                                                                 |        |
| 12月10日 | SEASIDE LIVE FES 2016 Tシャツ （サイズ：S / M / L / XL） | 『SEASIDE LIVE FES 2016』会場販売                                                                 |        |
| 12月10日 | SEASIDE LIVE FES 2016 パーカー （サイズ：S / M / L / XL） | 『SEASIDE LIVE FES 2016』会場販売                                                                 |        |
| 12月10日 | SEASIDE LIVE FES 2016 トートバッグ | 『SEASIDE LIVE FES 2016』会場販売                                                                 |        |
| 12月10日 | SEASIDE LIVE FES 2016 番組シリコンバンド 2本セット （色：グリーン、オレンジ / レッド、ピンク / ライトブルー、イエロー / ブラック、ホワイト / ライトピンク、ライトグリーン）   | 『SEASIDE LIVE FES 2016』会場販売                                                                 |        |
| 12月10日 | SEASIDE LIVE FES 2016 マフラータオル | 『SEASIDE LIVE FES 2016』会場販売                                                                 |        |
| 12月10日 | SEASIDE LIVE FES 2016 キンブレ | 『SEASIDE LIVE FES 2016』会場販売                                                                 |        |
| 12月10日 | SEASIDE LIVE FES 2016 パンフレット | 『SEASIDE LIVE FES 2016』会場販売                                                                 |        |
| 12月31日 | SEASIDE COUNTDOWN FESTIVAL 2016〜2017 Tシャツ（リストバンド付） （サイズ：S / M / L / XL）                                                                                    | 『SEASIDE COUNTDOWN FESTIVAL 2016〜2017』会場販売                                                 |        |
| 2017年   | |                                                                                                   |        |
| 1月14日  | シーサイド福袋 2017 | 『SEASIDE NEW YEAR PARTY 2017〜急にイベントをやることになったので、新春らしくやります〜』会場販売 |        |
| 2月12日  | SEASIDE WINTER FESTIVAL 2017 Tシャツ （サイズ：S / M / L / XL） | 『SEASIDE WINTER FESTIVAL 2017』会場販売                                                          |        |
| 2月12日  | SEASIDE WINTER FESTIVAL 2017 トートバッグ | 『SEASIDE WINTER FESTIVAL 2017』会場販売                                                          |        |
| 9月10日  | SEASIDE SUMMER FESTIVAL 2017 Tシャツ （サイズ：S / M / L / XL） | 『SEASIDE SUMMER FESTIVAL 2017』会場販売                                                          |        |
| 9月10日  | SEASIDE SUMMER FESTIVAL 2017 マフラータオル | 『SEASIDE SUMMER FESTIVAL 2017』会場販売                                                          |        |
| 9月10日  | SEASIDE SUMMER FESTIVAL 2017 コインケース （色：レッド / ピンク / イエロー / グリーン / ブルー / ブラック / グレー / オレンジ）                                               | 『SEASIDE SUMMER FESTIVAL 2017』会場販売                                                          |        |
| 12月9日  | SEASIDE LIVE FES 2017 前日祭 Tシャツ （サイズ：S / M / L / XL） | 『SEASIDE LIVE FES 2017』会場販売                                                                 |        |
| 12月9日  | SEASIDE LIVE FES 2017 Tシャツ （サイズ：S / M / L / XL） | 『SEASIDE LIVE FES 2017』会場販売                                                                 |        |
| 12月9日  | SEASIDE LIVE FES 2017 パーカー （サイズ：S / M / L / XL） | 『SEASIDE LIVE FES 2017』会場販売                                                                 |        |
| 12月9日  | SEASIDE LIVE FES 2017 トートバッグ | 『SEASIDE LIVE FES 2017』会場販売                                                                 |        |
| 12月9日  | SEASIDE LIVE FES 2017 番組シリコンバンド 2本セット （色：グリーン、オレンジ / ライトブルー、イエロー / ブラック、ホワイト / ライトピンク、ライトグリーン / オレンジ、レッド） | 『SEASIDE LIVE FES 2017』会場販売                                                                 |        |
| 12月9日  | SEASIDE LIVE FES 2017 マフラータオル | 『SEASIDE LIVE FES 2017』会場販売                                                                 |        |
| 12月9日  | SEASIDE LIVE FES 2017 キンブレ | 『SEASIDE LIVE FES 2017』会場販売                                                                 |        |
| 12月9日  | SEASIDE LIVE FES 2017 パンフレット | 『SEASIDE LIVE FES 2017』会場販売                                                                 |        |
| 12月29日 | シーサイド福袋2018 | 『コミックマーケット93』会場販売                                                                  |        |
| 2018年   | |                                                                                                   |        |
| 2月25日  | SEASIDE WINTER FESTIVAL 2018 Tシャツ （サイズ：S / M / L / XL） | 『SEASIDE WINTER FESTIVAL 2018』会場販売                                                          |        |
| 2月25日  | SEASIDE WINTER FESTIVAL 2018 マフラータオル | 『SEASIDE WINTER FESTIVAL 2018』会場販売                                                          |        |
| 3月24日  | 「巽悠衣子のお部屋DVD」付 シーサイド春袋2018 | 『AnimeJapan 2018』会場販売                                                                       |        |
| 8月12日  | 「高田憂希TV!DVD」付 シーサイド夏袋2018 | 『SEASIDE SUMMER FESTIVAL 2018』会場販売                                                          |        |
| 8月12日  | SEASIDE SUMMER FESTIVAL 2018 Tシャツ 赤ver. （サイズ：S / M / L / XL） | 『SEASIDE SUMMER FESTIVAL 2018』会場販売                                                          |        |
| 8月12日  | SEASIDE SUMMER FESTIVAL 2018 Tシャツ 青ver. （サイズ：S / M / L / XL） | 『SEASIDE SUMMER FESTIVAL 2018』会場販売                                                          |        |
| 8月12日  | SEASIDE SUMMER FESTIVAL 2018 マイクロファイバーマフラータオル | 『SEASIDE SUMMER FESTIVAL 2018』会場販売                                                          |        |
| 9月16日  | SEASIDE LIVE FES 2017上映会イメージカラー応援扇子 | 『SEASIDE LIVE FES 2017 上映会&スペシャルトークショー』会場販売                                   |        |
| 9月16日  | SEASIDE LIVE FES2017上映会イメージカラーコインケース | 『SEASIDE LIVE FES 2017 上映会&スペシャルトークショー』会場販売                                   |        |
| 12月2日  | SWEET PARTY Tシャツ （サイズ：S / M / L / XL） | 『SEASIDE SWEET PARTY 2018』会場販売                                                              |        |
| 12月2日  | 「KUWA-1グランプリ」DVD付シーサイド秋袋2018 | 『SEASIDE SWEET PARTY 2018』会場販売                                                              |        |
| 12月29日 | 「なるほど!ザ・本渡楓」DVD付シーサイド福袋2019 | 『コミックマーケット95』会場販売                                                                  |        |